# Almedinilla
Almedinilla település Spanyolországban, Córdoba tartományban. Almedinilla Priego de Córdoba, Alcalá la Real és Montefrío községekkel határos. Lakosainak száma 2323 fő (2024).

## Népesség
A település népessége az elmúlt években az alábbi módon változott:
| Lakosok száma | 2544 | 2563 | 2536 | 2522 | 2510 | 2468 | 2431 | 2391 | 2352 | 2323 |
|               | 2001 | 2004 | 2006 | 2009 | 2011 | 2014 | 2016 | 2019 | 2021 | 2024 |